# Lajos Keresztes
Lajos Keresztes (ur. 28 kwietnia 1900 w Alsósófalva, zm. 9 sierpnia 1978 w Budapeszcie) – węgierski zapaśnik. Dwukrotny medalista olimpijski.
Walczył w stylu klasycznym, w kategorii lekkiej (do 67,5 kg). Brał udział w dwóch igrzyskach (IO 24, IO 28), na obu zdobywał medale. Nie miał sobie równych w 1928 roku, był drugi cztery lata wcześniej, przegrywając finał z Oskari Frimanem. W 1925 został mistrzem Europy. Cztery razy był mistrzem kraju (indywidualnie: 1923, 1925; drużyna: 1927, 1931).